# Titularbistum Callinicum dei Maroniti
Callinicum dei Maroniti (ital.: Callinico dei Maroniti) war ein Titularbistum der römisch-katholischen Kirche. 
Seit 1962 ist es ein Titularbistum der Maronitischen  Kirche und hat seinen antiken Ursprung in der römischen Provinz Osrhoene, im Grenzgebiet von Syrien und der Türkei. 
| Titularbischöfe von Callinicum dei Maroniti |                              |                                                            |                   |                   |
| Nr.                                         | Name                         | Amt                                                        | von               | bis               |
| 1                                           | Zef Gjonali (Joseph Gionali) | Abt der Territorialabtei Orosh (Albanien)                  | 21. November 1921 | 13. Juni 1928     |
| 2                                           | Bernabé Piedrabuena          | emeritierter Bischof von Tucumán (Argentinien)             | 17. Dezember 1928 | 11. Juni 1942     |
| 3                                           | Tomás Aspe OFM               | emeritierter Bischof von Cochabamba (Bolivien)             | 21. November 1942 | 22. Januar 1962   |
| 4                                           | Francis Mansour Zayek        | Weihbischof in São Sebastião do Rio de Janeiro (Brasilien) | 30. Mai 1962      | 29. November 1971 |
| 5                                           | John George Chedid           | Weihbischof in Saint Maron in Brooklyn (USA)               | 13. Oktober 1980  | 19. Februar 1994  |
| 6                                           | Samir Mazloum                | Weihbischof in Antiochien (Libanon)                        | 11. November 1996 |                   |